# Schlacht von Gabiene
Erster Diadochenkrieg (321–320 v. Chr.):
Hellespont
Zwischenzeit (320–319 v. Chr.):
Orkynia – Kretopolis – Nora
Zweiter Diadochenkrieg (319–316 v. Chr.):
Megalopolis – Byzantion – Kopratas – Paraitakene – Gabiene
Dritter Diadochenkrieg (315–311 v. Chr.):
Tyros – Gaza
Babylonischer Krieg (311–309 v. Chr.)
Vierter Diadochenkrieg (309–301 v. Chr.):
Salamis – Rhodos – Ipsos
Fünfter Diadochenkrieg (288–286 v. Chr.)
Sechster Diadochenkrieg (282–281 v. Chr.):
Kurupedion
Die Schlacht bei Gabiene war ein militärischer Zusammenstoß im heutigen Iran in der Nähe von Isfahan. Sie fand vermutlich in den Wintermonaten des Jahres 316 v. Chr. statt.
Als finale Konfrontation des zweiten Diadochenkrieges gehört die Schlacht zu den historischen Ereignissen im Zeitalter der Diadochen, welches auf den Tod Alexanders des Großen 323 v. Chr. gefolgt war. Sie entschied den Machtkampf im asiatischen Teil des Alexanderreichs zwischen den mächtigen Generälen Antigonos Monophthalmos und Eumenes. Obwohl sich die Gegner auf dem Schlachtfeld in einem Unentschieden trennten, konnte Antigonos dennoch über Eumenes triumphieren, nachdem dieser von seinen eigenen Männern verraten wurde.

## Hintergrund
Seit dem Tod Alexanders im Jahr 323 v. Chr. befanden sich dessen Generäle, „Nachfolger“ (Diadochen) genannt, in einem unablässigen Kampf um die Vorherrschaft in dessen Weltreich. Seit 319 v. Chr. führten sie den zweiten Diadochenkrieg, indem die Koalition zwischen Kassander und Antigonos Monophthalmos gegen die des Reichsregenten Polyperchon und dem Verteidiger des Königtums Eumenes stand. Während Kassander und Polyperchon in Europa kämpften rangen Antigonos und Eumenes auf asiatischem Boden um die Macht. Dabei verfolgte Antigonos seinen Gegner durch die Länder Kleinasiens, Syriens, Palästinas und des Zweistromlandes bis nach Zentralpersien hinein, dem heutigen Iran. Aus einem ersten Treffen am Kopratas-Fluss ging Eumenes siegreich hervor. Die erste große Schlacht auf der Ebene von Paraitakene im Herbst 316 v. Chr. endete mit einem Unentschieden, worauf sich Antigonos zunächst in das untere Medien zurückzog und Eumenes seine Truppen in die Landschaft Gabiene führte, um sie dort zu erholen.

## Truppenbewegungen
Als Eumenes daraufhin sein Heer aufteilte, um es in die nah gelegenen Winterlager zu führen, erkannte Antigonos darin eine Chance, mit einer schnell ausgeführten Offensive in den ersten Winterwochen 316 v. Chr. seinen Gegner erneut und unvorbereitet stellen zu können. Eumenes lagerte nur sechs Tagesmärsche von ihm entfernt, allerdings musste Antigonos sein Heer durch eine unwirtliche von Bergen umsäumte Wüste führen, um ihn auf dem schnellsten Weg erreichen zu können. Dazu gab er eine höchste Geheimhaltung aus, dennoch wurde sein Marsch von der in den Bergen lebenden Lokalbevölkerung bemerkt, die Boten auf schnellen Dromedaren zu Eumenes sandten, um ihn zu warnen. Um sein Heer aus den Winterlagern einzuberufen, musste Eumenes Zeit gewinnen. Er verteilte Männer aus seinem eigenen Gefolge auf den die Wüste umgebenden Bergen und ließ sie dort in der Nacht Lagerfeuer anzünden. Damit suggerierte er dem Antigonos sein Heer bereits vollständig zusammengezogen zu haben und wie schon einige Male zuvor ließ sich Antigonos von einer List des Eumenes täuschen. Um sein Heer für den vermeintlich kurz bevorstehenden Kampf auszuruhen, brach Antigonos seinen Wüstenmarsch ab und führte es in eine anliegende fruchtbare Landschaft.
Nach der erfolgreichen Finte errichtete Eumenes einen Palisadenwall, in dem sich nach und nach die Truppenteile seines Heeres tatsächlich sammeln konnten. Nur die langsamen Kriegselefanten brauchten für ihren Anmarsch eine längere Zeit. Dies blieb Antigonos nicht verborgen, der 2000 Berittene aussendete, um sie abzufangen. Dies wiederum beobachtete Eumenes, der 1500 Berittene und 3000 leichte Infanteristen zur Rettung seiner Elefanten in Bewegung setzte. Die Schwadron des Antigonos erreichte zuerst die Elefanten, welche von deren Führern in eine Carreeformation gebracht wurden, in dessen Mitte der Tross gesichert wurde. Die den Elefanten begleiteten Schutztruppen, 400 Berittene, verwickelten die Männer des Antigonos in einen Nahkampf und hielten sie damit solange auf, bis die Entsatztruppe des Eumenes eintraf und den Feind in die Flucht schlug. Mit diesen Zug hatte Eumenes seine Elefanten schließlich gerettet.

## Schlachtaufstellung
Einige Tage später standen sich die Gegner auf dem Feld von Gabiene (altgriechisch Γαβιηνή) mit ihren vereinten Streitkräften gegenüber, nur unweit vom Ort ihres ersten Aufeinandertreffens in Paraitakene entfernt. Und im Gegensatz zum ersten überlieferte der Historiker Diodor für das zweite Treffen keine detaillierten Schlachtaufstellungen, sondern hielt sich in seiner Beschreibung eher allgemein.
Antigonos wiederholte sein taktisches Konzept von Paraitakene, ganz der klassischen makedonischen Kriegsführung folgend, und positionierte seine Offensivkräfte auf seinem rechten Flügel neben seiner Phalanx. Gemeinsam mit seinem Sohn Demetrios beabsichtigte er diesen Flügel zu kommandieren. Auch auf dem linken Flügel positionierte er defensiv ausgerichtete berittene Truppen, erneut unter dem Kommando des Peithon. Vor der ganzen Front seiner Truppen verteilte er seine 65 Elefanten. Eumenes hingegen verzichtete dieses Mal auf eine Adaption dieser Taktik, da die identische Aufstellung der gegnerischen Heere maßgeblich zum Patt von Paraitakene geführt hatte. Nun stellte Eumenes seine Elitereiterei unter seinem Kommando auf seinem linken Flügel auf, dem des Antigonos gegenüber, vor dem er 60 seiner Elefanten positionierte. Den Rest seiner Kavallerie positionierte er auf dem rechten ebenfalls defensiv ausgerichteten Flügel unter dem Kommando des Philippos. Vor diesem und der Phalanx verteilte er die restlichen Elefanten.
die Schlachtaufstellung nach Diodor:
| Position                              | |  |                                              | Position                                 |
| ------------------------------------- | --- |  | -------------------------------------------- | ---------------------------------------- |
| linker Flügel (Eumenes und Peukestas) | Elitekavallerie und davor 60 Elefanten |  | Elitekavallerie und davor Elefanten          | rechter Flügel (Antigonos und Demetrios) |
| Phalanx                               | Schildträger (Hypaspisten) Silberschilde (Argyraspiden) unter Antigenes Söldner indigene Krieger (pantodapoi) vor der Phalanx: Elefanten und leichte Infanterie |  | die gesamte Infanterie und vor ihr Elefanten | Phalanx                                  |
| rechter Flügel (Philippos)            | leichte Kavallerie und davor Elefanten |  | leichte Kavallerie und davor Elefanten       | linker Flügel (Peithon)                  |

## Die Silberschilde
Vor Beginn der Schlacht ließ der Anführer der berühmt-berüchtigten „Silberschilde“ (Argyraspiden), Antigenes, einen makedonischen Gefolgsmann die Phalanx des Antigonos abschreiten und dessen Krieger in Verunsicherung setzen, indem er ihnen noch einmal bewusst machte, dass sie im Begriff standen, gegen ihre Väter zu kämpfen, welche schon in den Feldzügen Philipps II. und Alexanders des Großen gedient hatten. Die Silberschilde waren für ihre jahrzehntelange Erfahrung auf dem Schlachtfeld und die damit verbundene hohe Schulung im Kampf berühmt, bewundert und deshalb von ihren Gegnern geachtet und auch gefürchtet. Keine Kavallerie, keine Elefanten und schon gar keine gegnerische Phalanx konnte ihre auf härteste Disziplin gedrillte Geschlossenheit aufheben. Schon zu Lebzeiten legendär geworden, stellten sie die Elite des makedonischen Kriegertums dar, welche im Gegensatz zu Söldnern, kriegspflichtigen Bürgern oder Wehrbauern den Krieg wie keine andere Kampfgemeinschaft vor ihnen personifizierten. Sogar ihre Lebensweise hatten sie ihm angepasst, indem sie ihren Besitz und ihre Familien auf ihren Feldzügen mit sich zogen. Der Altersdurchschnitt der Silberschilde lag bei siebzig Jahren, die jüngsten waren etwa sechzig, und schon bei Paraitakene hatten sie ihre Gegner, welche jung genug waren, um ihre Söhne und Enkel zu sein, verlustreich aufgerieben und in die Flucht geschlagen.
So begehrenswert sie aufgrund ihrer Kampfstärke für jeden Feldherren waren, so unabhängig war das Auftreten der Silberschilde seit dem Tod Alexanders. Beim Ausbruch der Diadochenkriege lagerten sie in Kilikien und weder für einen der beiden regierungsunfähigen Könige noch gegenüber einem der Regenten ergriffen sie Partei. Erst Eumenes gelang es, sie für sich zu gewinnen und das auch nur, weil er erfolgreich an ihre Loyalität zu Alexander appellierte, den er für sie sogar religiös überhöhte und zum Gott erklärte, dem sie fortan an jedem Tag opferten. Aber auch im Heer des Eumenes behielten sie eine starke autonome Stellung, ihr Anführer Antigenes stritt gelegentlich mit Eumenes und Peukestas um den Oberbefehl und nahm als faktischer Vizegeneralissimus entscheidenden Einfluss auf die militärische Planung. Der Rückzug von Paraitakene ging maßgeblich auf die Silberschilde zurück, deren Druck Eumenes letztlich nachgeben musste, um ihre Gefolgschaft nicht zu verlieren.
Nun aber standen sie wieder auf dem Feld und Antigenes hatte mit seinem Aufruf die Reihen des Gegners in Angst und Nervosität und gleichzeitig die Silberschilde in wilde Kampfentschlossenheit versetzt, wie Diodor berichtet. Dies war zugleich das Signal für Eumenes, die Schlacht zu beginnen.

## Die Schlacht
Die Schlacht begann mit einem Angriff der Kriegselefanten auf beiden Seiten. Die schwerfälligen Tiere wirbelten bei ihrem Anrennen den staubigen und salzigen Boden auf, was Antigonos sofort auszunutzen suchte. Unter Ausnutzung des weitläufigen Terrains und im Schutze des Staubes ließ er eine Kavallerieabteilung seines rechten Flügels die Reihen des Gegners unbemerkt umgehen und einen Angriff auf dessen weitab gelegenen Feldlager ausführen. Das nur schwach verteidigte Lager war schnell eingenommen.
Währenddessen führte Antigonos mit seinem Flügel einen Kavallerieangriff gegen den Flügel des Eumenes. Auf dessen Seite geriet Peukestas in Panik, der mit über 1500 Berittenen das Schlachtfeld verließ und sich abseits dessen abwartend aufstellte. Dadurch entscheidend geschwächt drohte der Flügel des Eumenes zu zerfallen, nur mit Mühe konnte er seine verbliebenen Männer von einer Flucht abhalten. Nachdem sich auf dieser Seite die Waagschale zugunsten des Antigonos neigte, entschloss sich Eumenes seinen Flügel aufzugeben um seine Kräfte auf den rechten Flügel des Philippos umzupositionieren, mit dem er seine Handlungsfreiheit wahrte. Im Zentrum zeichnete sich ein anderes Bild der Schlacht. Wie schon bei Paraitakene war die Phalanx des Eumenes gegen die des Antigonos siegreich, nicht zuletzt dank der Silberschilde, und zerschlugen deren Formation. In dieser Zeit wurde sich Eumenes des Verlustes seines Lagers bewusst und er ließ dem abwartenden Peukestas die Aufforderung zukommen, seine exponierte Position zu nutzen, um das Lager des Antigonos anzugreifen und zu nehmen. Doch Peukestas ignorierte dies und setzte sich mit seiner Reiterei noch weiter vom Feld an das Ufer eines nahen Flusses ab, womit sein Verrat an Eumenes offensichtlich wurde. Antigonos suchte unterdessen mit seiner siegreichen Kavallerie das Blatt für seine Infanterie zu wenden, indem er Peithon anwies, die von jedem Flankenschutz entblößten Silberschilde anzugreifen. Diese bildeten umgehend ein Quadrat und marschierten in geschlossener Formation, an ihren Schilden jeden Angriff abprallend, an den Fluss wo ihnen der abwartende Peukestas mit seiner Kavallerie Unterstützung gegen Peithon geben konnte. Der brach darauf seine Attacken ab um wieder zu Antigonos aufzuschließen.

## Sieg des Antigonos durch Verrat an Eumenes
Eumenes war mit der Kavallerie des rechten Flügels seiner Phalanx an den Fluss gefolgt, wo er sein Heer reorganisierte. Wie schon bei Paraitakene hatten seine Truppen die Phalanx des Antigonos zerschlagen und ihm die weit höheren Verluste zugefügt, was ihm die Chance zum Sieg mittels eines zweiten Angriffs auf die übriggebliebene Kavallerie des Antigonos ließ. Aber wie schon wenige Monate zuvor versagten ihm auch dieses Mal seine Verbündeten die Gefolgschaft zum tödlichen Stoß gegen Antigonos. Vor allem die Satrapen der „oberen Provinzen“ (Zentralasien) unter ihrem Wortführer Peukestas weigerten sich, mit ihren Kräften an einem zweiten Angriff teilzunehmen.
Vor allem aber hatte sich mittlerweile bei den Kriegern herumgesprochen, dass ihr Feldlager an Antigonos verloren gegangen war. Teutamos, der Unterführer des Antigenes von den Silberschilden, entsandte eine Delegation zu Antigonos, die um die Freilassung der im Feldlager in Gefangenschaft geratenen Familienangehörigen samt ihrem Besitz verhandeln sollte. Der stellte die Auslieferung des Eumenes als Bedingung für die Freilassung der Gefangenen, woraufhin die Silberschilde die Gefangennahme des Eumenes beschlossen, der sie bis dahin stets siegreich ins Feld geführt hatte. So konnte der auf dem Feld schwer geschlagene Antigonos doch noch über seinen langjährigen Gegner siegen, der von den eigenen Männern verraten und ausgeliefert wurde. Weil vor allem die ehemaligen makedonischen Verbündeten des Eumenes dessen Rache fürchteten, drängten sie auf seine Exekution. Doch weil ihn mit Eumenes seit den Tagen Philipps II. eine Freundschaft verband, wagte es Antigonos zunächst nicht, ihn töten zu lassen, wohl auch in der Hoffnung, sein Feldherrentalent für die eigene Sache gewinnen zu können. Längst hatte er die alleinige Nachfolge Alexanders als König in dessen Weltreich ins Auge gefasst. Eumenes aber schlug das Angebot zum Seitenwechsel aus, da er sich dem legitimen Königtum verpflichtet fühlte. Nach der Überlieferung des Diodor gab Antigonos daraufhin doch dem Drängen der Makedonen nach und ließ Eumenes hinrichten. Er gewährte ihm aber eine ehrenvolle Bestattung und ließ seine Asche an seine Familie senden. Nach Plutarch und Cornelius Nepos hingegen hatte Antigonos seinem alten Freund keine Gewalt antun wollen und ihm deshalb die Nahrung entzogen. Als drei Tage später das Heer den Abmarsch vom Feld von Gabiene begann, sei Eumenes von seiner Wache ohne das Wissen des Antigonos getötet wurden.
Aber auch mit den Verrätern des Eumenes ging Antigonos hart ins Gericht. Er ließ den Anführer der Silberschilde Antigenes bei lebendigem Leib verbrennen und den General der Elefantentruppen Eudemos hinrichten. Die Silberschilde, denen er nach ihrem Verrat selbst kein Vertrauen entgegenbrachte, überantwortete er dem Satrapen Sibyrtios mit dem Auftrag, sie in den entlegenen Provinzen Zentralasiens in aufreibende Kämpfe zu senden, in denen sie zugrunde gehen sollten.

## Folgen
Durch das Ende des Eumenes ging der zweite Diadochenkrieg auf dem asiatischen Kriegsschauplatz zu Ende. Kurz zuvor war er auch in Europa zugunsten des Kassander beendet worden, der die Herrschaft in Makedonien und großer Teile der griechischen Poleis übernehmen konnte. Das makedonische Königshaus war dabei fast vollständig ausgerottet wurden. König Philipp III. Arrhidaios wurde von seiner Stiefmutter Olympias ermordet, die wiederum von Kassander getötet wurde, der zugleich den Kindkönig Alexander IV. Aigos und dessen Mutter Roxane in Arrest legte. Antigonos aber stieg zum Beherrscher des gesamten asiatischen Teils des Alexanderreichs auf, indem er faktisch als unabhängiger Herrscher auftreten konnte, obwohl Kassander die Reichsregentschaft für sich beanspruchte. Zum Beispiel entfernte Antigonos ihm ungenehme Statthalter aus ihren Ämtern, wie Peukestas aus der Persis oder dem ihn zu mächtig gewordenen Peithon aus Medien, obwohl dieser für ihn gekämpft hatte. Der ebenfalls mit Antigonos verbündete Seleukos, Statthalter von Babylon, zog es vor nach Ägypten zu Ptolemaios zu fliehen, bevor er beseitigt werden konnte.
Die steigende Macht des Antigonos, der sein Streben nach der Alleinherrschaft nicht mehr verbarg, führte nur wenige Jahre nach dem Ende des zweiten Diadochenkriegs die letzten selbständigen Diadochen gegen ihn zusammen und damit zum Ausbruch des dritten Diadochenkrieges.